# Daimler SP 250
Der Daimler SP 250 war ein zweisitziger Roadster, den Daimler 1959 auf den Markt brachte. Nach der Übernahme der Firma durch Jaguar wurde er bis 1964 weiter hergestellt.
Er besaß einen von Edward Turner, dem Chefingenieur von Daimler, entwickelten V8-OHV-Motor mit 2547 cm³ Hubraum, der 140 SAE-PS entwickelte und über ein Viergang-Schaltgetriebe oder ein Dreigang-Automatikgetriebe die Hinterräder antrieb. Der gleiche Motor kam auch beim Daimler V8 2 ½ Litre zum Einsatz. Das Fahrzeug erreichte damit eine Höchstgeschwindigkeit von 198 km/h. Die Karosserie  bestand aus GFK (glasfaserverstärktem Polyester). Seine flache Front und die großen Heckflossen wurden auch zu seiner Zeit schon als gewöhnungsbedürftig empfunden. Der mit Scheibenbremsen versehene Luxus-Roadster wurde nur ca. 2500 mal gebaut, u. a. aber auch von der britischen Autobahnpolizei genutzt.

## Bildergalerie

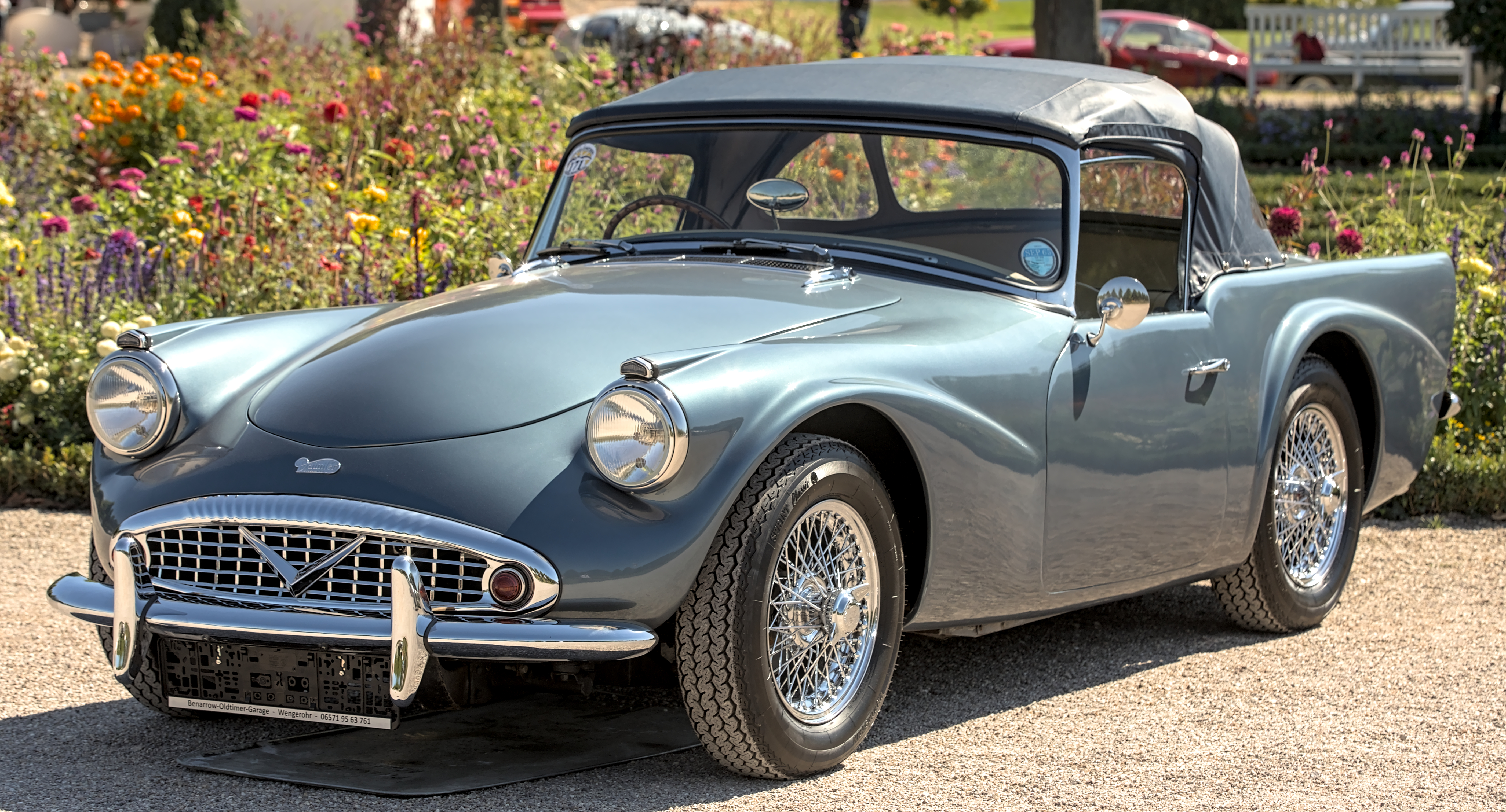
Daimler SP 250 (1959)
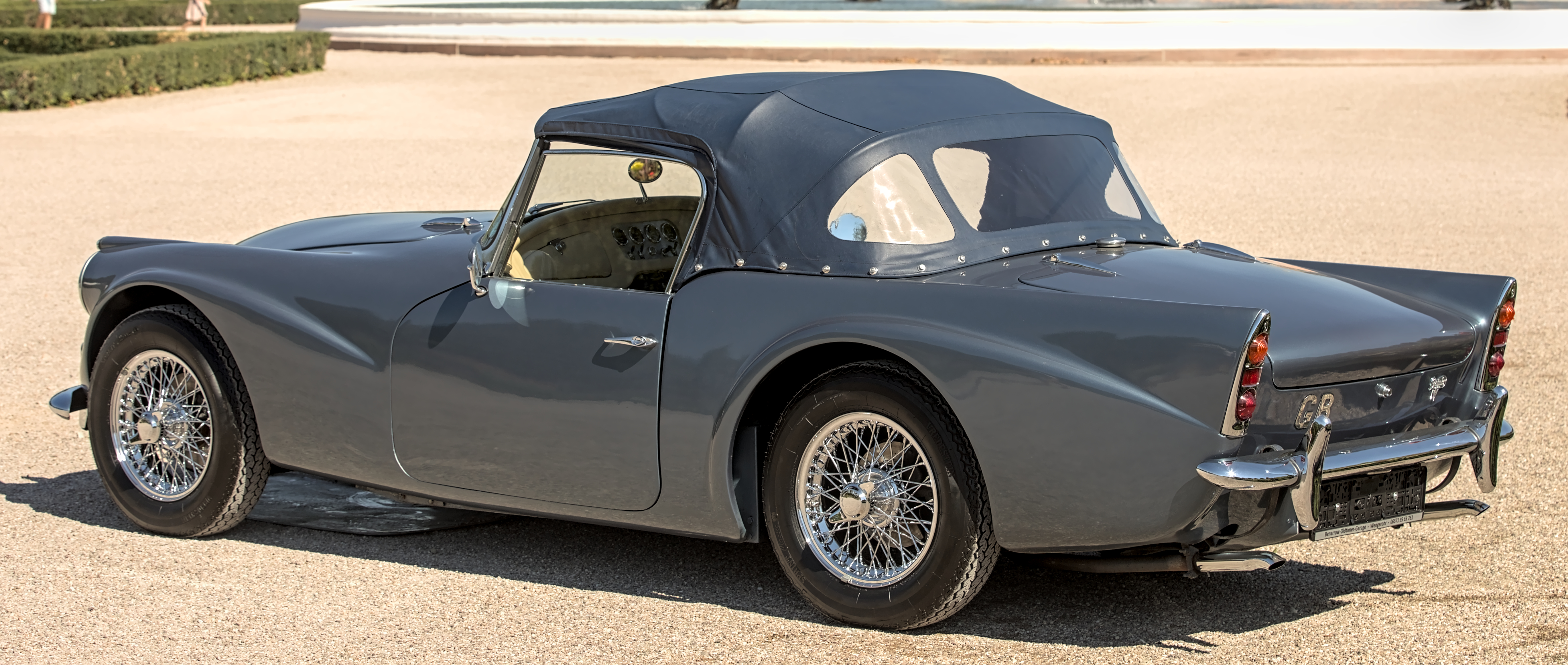
Heckansicht